# Freund Vilmos
Freund Vilmos (Paks, 1846. augusztus 12. – Budapest, Terézváros, 1920. június 26.) zsidó származású magyar építész, aki 19. század végén számos budapesti köz- és magán épületet tervezett eklektikus stílusban.

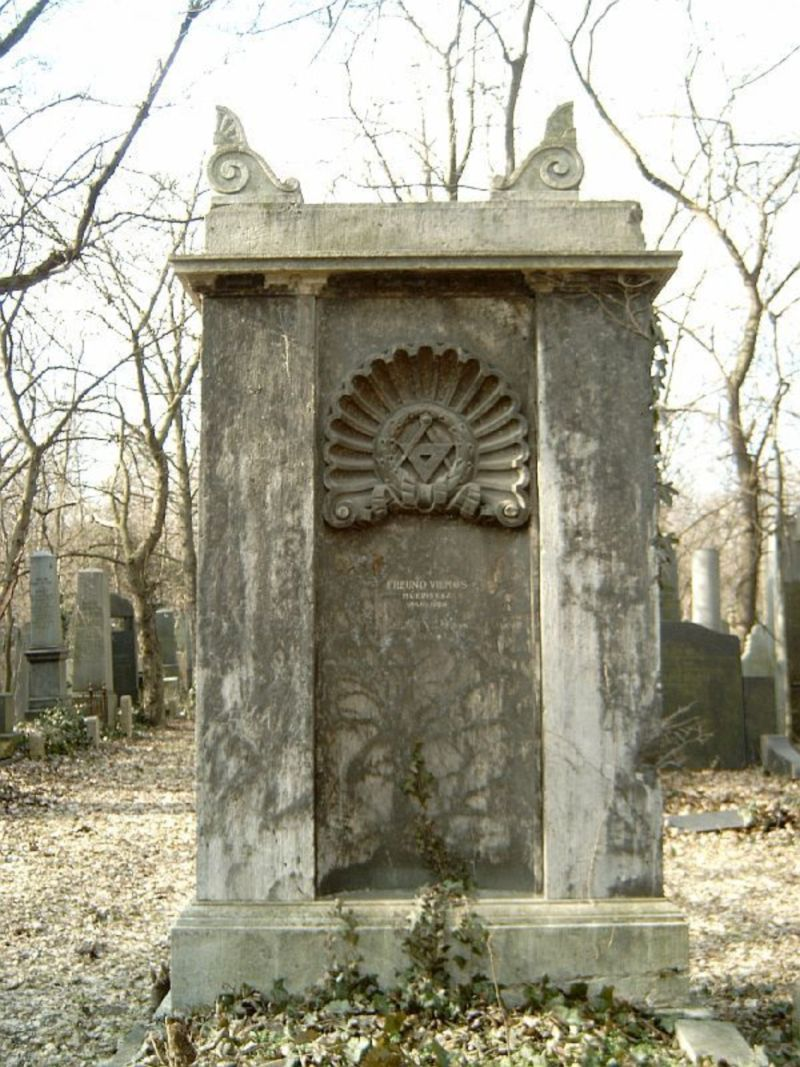
Síremléke a Salgótarjáni utcai zsidó temetőben, 2008-ban

## Családja
Ősei az 1770-es években érkeztek Krakkó környékéről Paksra. Freund Mór gabonakereskedő és Greschl Nanette négy gyereke közül a legfiatalabb volt. Házastársa Basch Irma (1855–1935), három felnőtt kor megért gyermekük volt. Ferkai Béla építész (1876-1966), Ferkai Jenő festőművész és Freund Alice, akinek férje dr. Valkó (Weinfeld) Fülöp ügyvéd volt.

## Életpályája
Középiskoláinak elvégzése után Zürichben tanult (1866). 1877-től a Középítési Bizottmány tagja, melynek munkájában több évtizedig vett részt. Budapesten 1883-ban, az Országház tervpályázatán tűnt fel először és azután számos pályázaton (Budapesti Izraelita Kórház 1887-ben, New York-palota 1892-ben, vagy épp a Lipótvárosi Kaszinó pályázatán) aratott sikert, igaz végül több is másvalaki tervei alapján épült meg közülük.
Számos magánpalotát épített Budapesten, főleg az Andrássy úton (pl. Sváb-palota, 1885-1887), ezeken kívül több kórházépületet: Ferenc József Kereskedelmi Kórház, a Pesti Izraelita Hitközség Szabolcs utcai kórháza (1889. november 17.), Bródy Adél Gyermekkórház (1895-1896), azután az Izraelita Siketnémák Budapesti Országos Intézete Bethlen téri épületét.
Egyik legismertebb munkája a Lipótvárosi Kaszinó palotája (avagy a Duna Palota, 1896-ban), melyért a millenniumkor művészdíjat nyert. Egyéb munkái még: a Kozma utcai izraelita temető ravatalozója, az Erzsébet körúti Körúti fürdő palotája, továbbá Fiuméban az Adria Tengerhajózási Rt. székháza.

## Ismert épületeinek listája
- 1876: Weiner-Grünbaum-Schwartz palotabérház, Budapest, Bajcsy-Zsilinszky út 45.[7]
- 1876–1877: az Országos Rabbiképző belső kiképzése, 1084 Budapest, Scheiber Sándor utca 2. – a külső részt Kolbenheyer Ferenc tervezte[8][9]
- 1876–1877: Izraelita Siketnémák Budapesti Országos Intézete, 1071 Budapest, Bethlen Gábor tér 2.[10]
- 1885–1886: Pesti Izraelita Nőegylet Árvaháza (ma: Fészek Klub), 1073 Budapest, Kertész u. 36.[11][12]
- 1887–1888: Freund ikerbérháza, 1073 Budapest, Erzsébet körút 51-53.[13][14]
- 1888–1889: Pesti Hitközség Szabolcs utcai kórháza, olykor Pesti Zsidó Kórház néven,[15] 1134 Budapest, Szabolcs utca 33-35.[13] –  az intézmény 2001-ben az Országos Gyógyintézeti Központ nevet kapta, 2007-ben megszüntették
- 1891–1892: Sváb Károly bérpalotája,[16] 1085 Budapest, József körút 30-32.[14]
- 1892: Chevra Kadisa Aggok Menháza, 1146 Budapest, Hungária krt. 167.[17] –  ma az Uzsoki Utcai Kórház Krónikus és Rehabilitációs Belgyógyászati Osztályai találhatóak benne
- 1892: Ferenc József Kereskedelmi Kórház, 1071 Budapest, Bethlen Gábor tér 1.[14] – ma a Péterfy Sándor Utcai Kórház-Rendelőintézet és Baleseti Központ régi épületrésze
- 1893–1894: Fiume, az Adria Tengerhajózási Rt. székháza[18]
- 1894: az Angol-Magyar Bank Rt. épülete[19]
- 1894–1895: A Kozma utcai izraelita temető ravatalozója, 1108 Budapest, Kozma utca 6.[13]
- 1894–1897: Lipótvárosi Kaszinó palotája (ma Duna Palota), 1051 Budapest, Zrínyi u. 5.[13]
- 1895–1896: a Magyar Kereskedelmi Részvénytársaság neobarokk stílusú bank- és lakóháza, Budapest, Bajcsy-Zsilinszky út 32. (elpusztult)[7]
- 1895–1896: Bródy Adél Gyermekkórház, 1134 Budapest, Szabolcs utca 33-35.[13] – közvetlenül a Szabolcs utcai kórház mellett, ma az Országos Múzeumi Restaurálási és Raktározási Központ működik a területen
- 1896: Volt izraelita polgári iskola (ma: Wesselényi Utcai Bölcsőde, Óvoda, Általános Iskola és Gimnázium), 1077 Budapest, Wesselényi u. 44.[11]

### Épületek az Andrássy úton
- 1875: Deutsch-palota, Andrássy út 24.[14][20] – 1896-ban Korb Flóris és Giergl Kálmán tervei szerint felújították
- 1878: Karsai-palota, Andrássy út 47. - Liszt Ferenc tér 12.[21]
- 1879: Greger majd Csáky-villa, 1062 Budapest, Andrássy út 114.[22]
- 1880–1881: Gomperz-palota, Andrássy út 20.[14]
- 1880–1881: Brüll-palota (I.), Andrássy út 19.[14]
- 1881–1882: Landauer, majd Ohrenstein-villa, Andrássy út 112.
- 1882: Keppich-palota, Andrássy út 5.[14]
- 1882−1883: Wahrmann-palota, Andrássy út 23.[14][20]
- 1883: Brüll-palota (II.), Andrássy út 43.[14]
- 1883–1884: Ullmann-palota, Andrássy út 11.[14]
- 1885–1887: Sváb-palota, Andrássy út 21.[13][23]

### Síremlékek
Freund több díszes síremléket is tervezett a Salgótarjáni utcai zsidó temetőben (1087 Budapest, Salgótarjáni utca 6.). Ezekből a következők köthetőek bizonyosan hozzá:
- 1880: Sváb Lőrinc mauzóleuma[24]
- 1890: Brüll Miksa mauzóleuma[25]

### Tervpályázatok
- 1877: Szolnok, megyeháza (dicséret)
- 1878: Üllői úti kórház  (dicséret)
- 1883: Országház Schikedanz Alberttel ("Alkotmány II." jeligéjű terv, 3. díj)
- 1884: Műcsarnok ("Palladio" jeligéjű terv, megosztott 2. díj)
- 1887: Szabolcs utcai izraelita kórház ("Aer et lux" jeligéjű terv, 1. díj)
- 1891: Iparművészeti múzeum Schikedanz Alberttel ("Per artem ad astra" jeligéjű terv, 3. díj)
- 1892: New York-palota
- 1894: Lipótvárosi kaszinó ("Hall" jeligéjű terv, 2. díj)
- 1899: Lipótvárosi zsinagóga

## Képtár

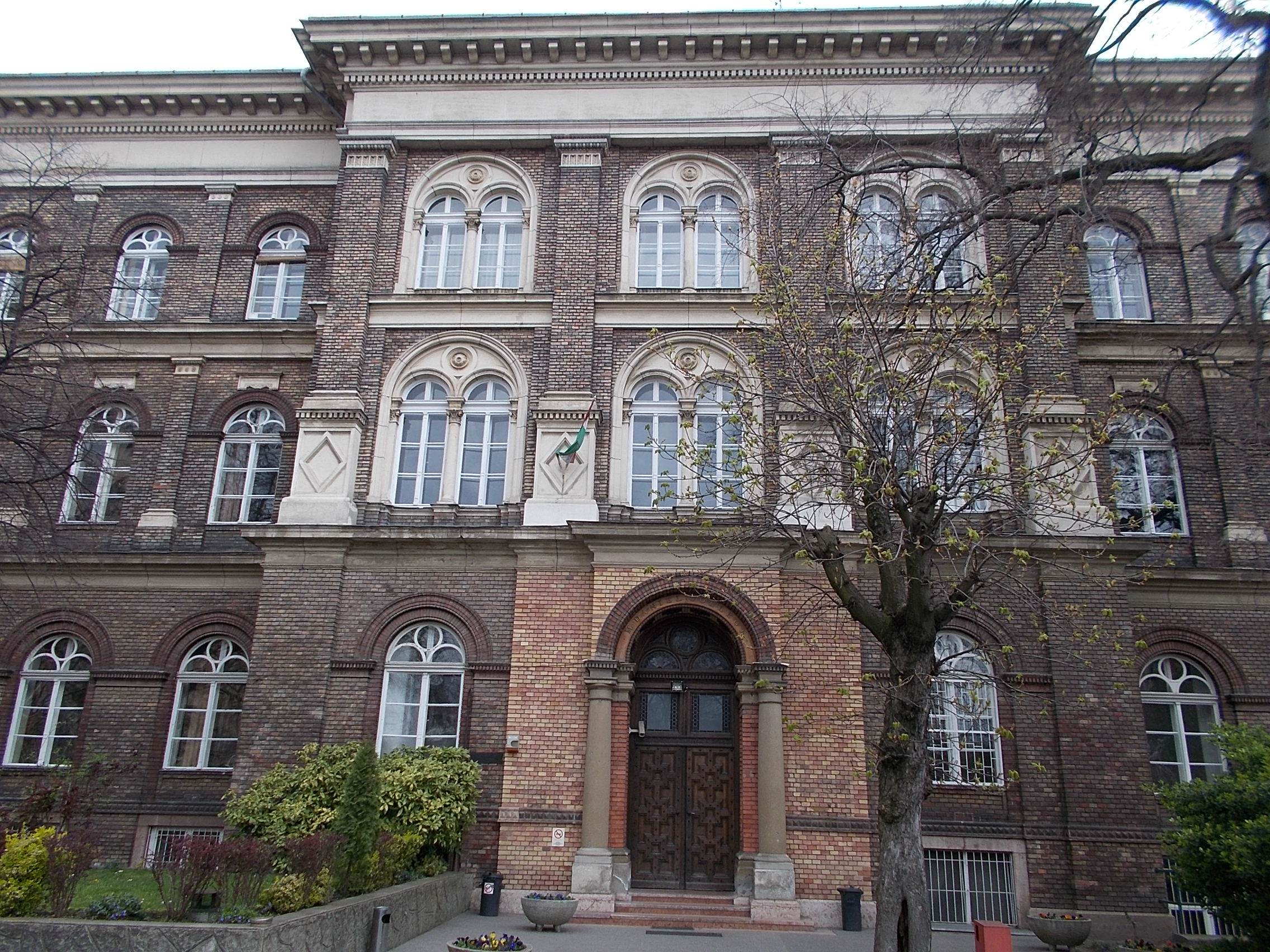
Izraelita Siketnémák Budapesti Országos Intézete
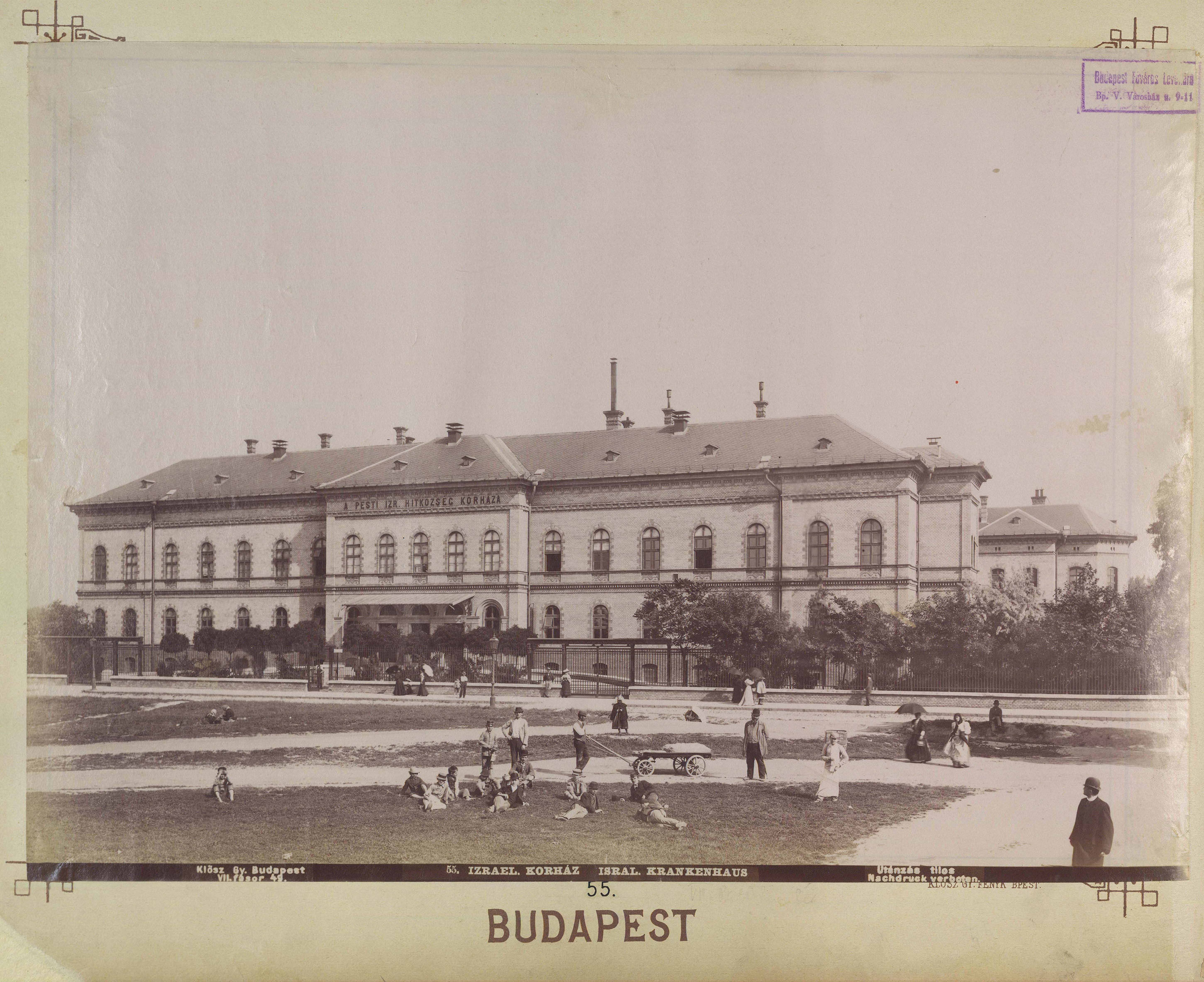
Pesti Hitközség Szabolcs utcai kórháza
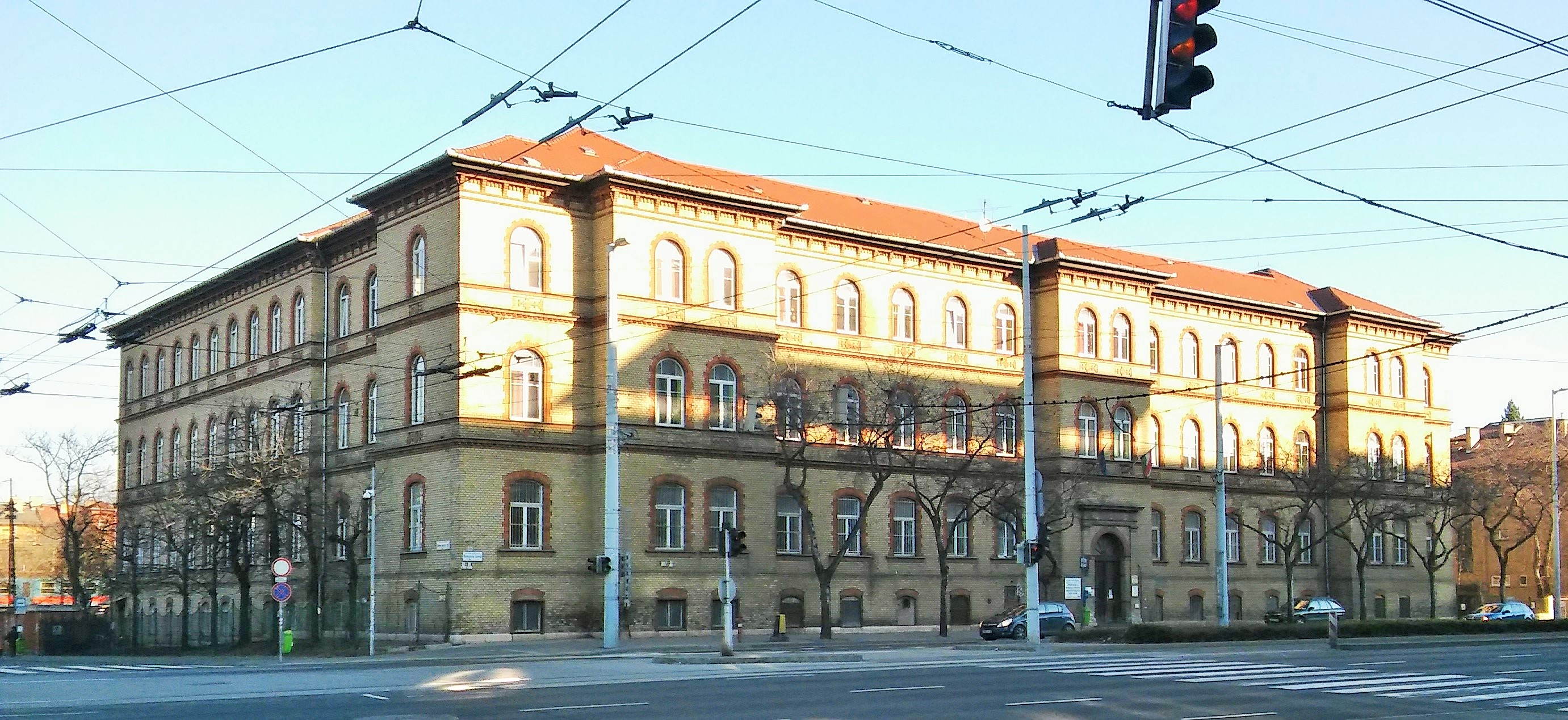
Chevra Kadisa Aggok Menháza
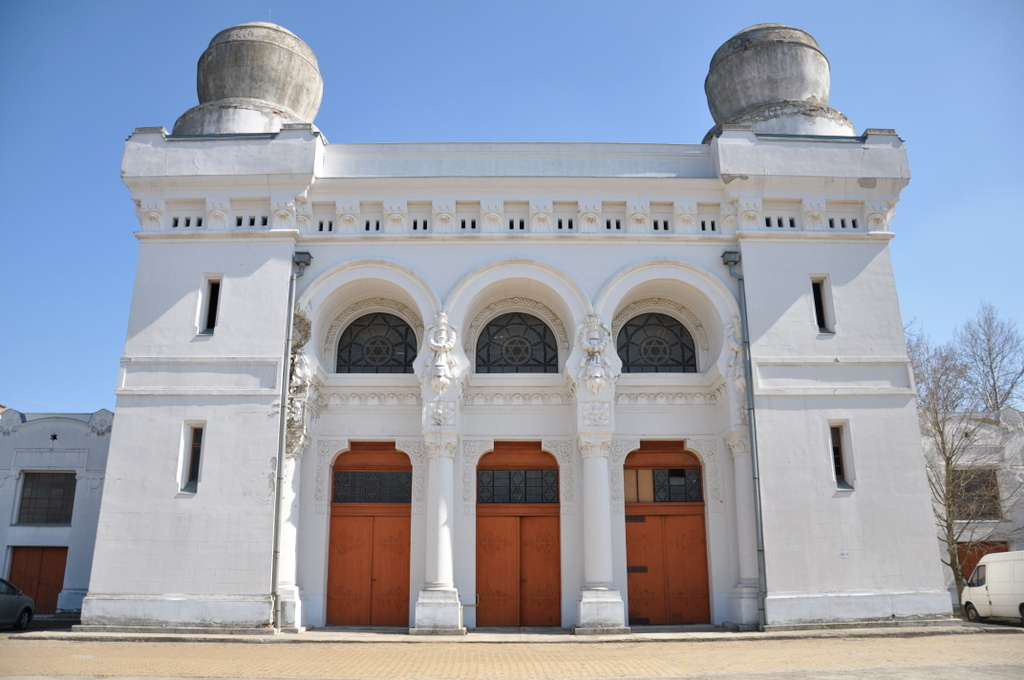
A Kozma utcai izraelita temető ravatalozója
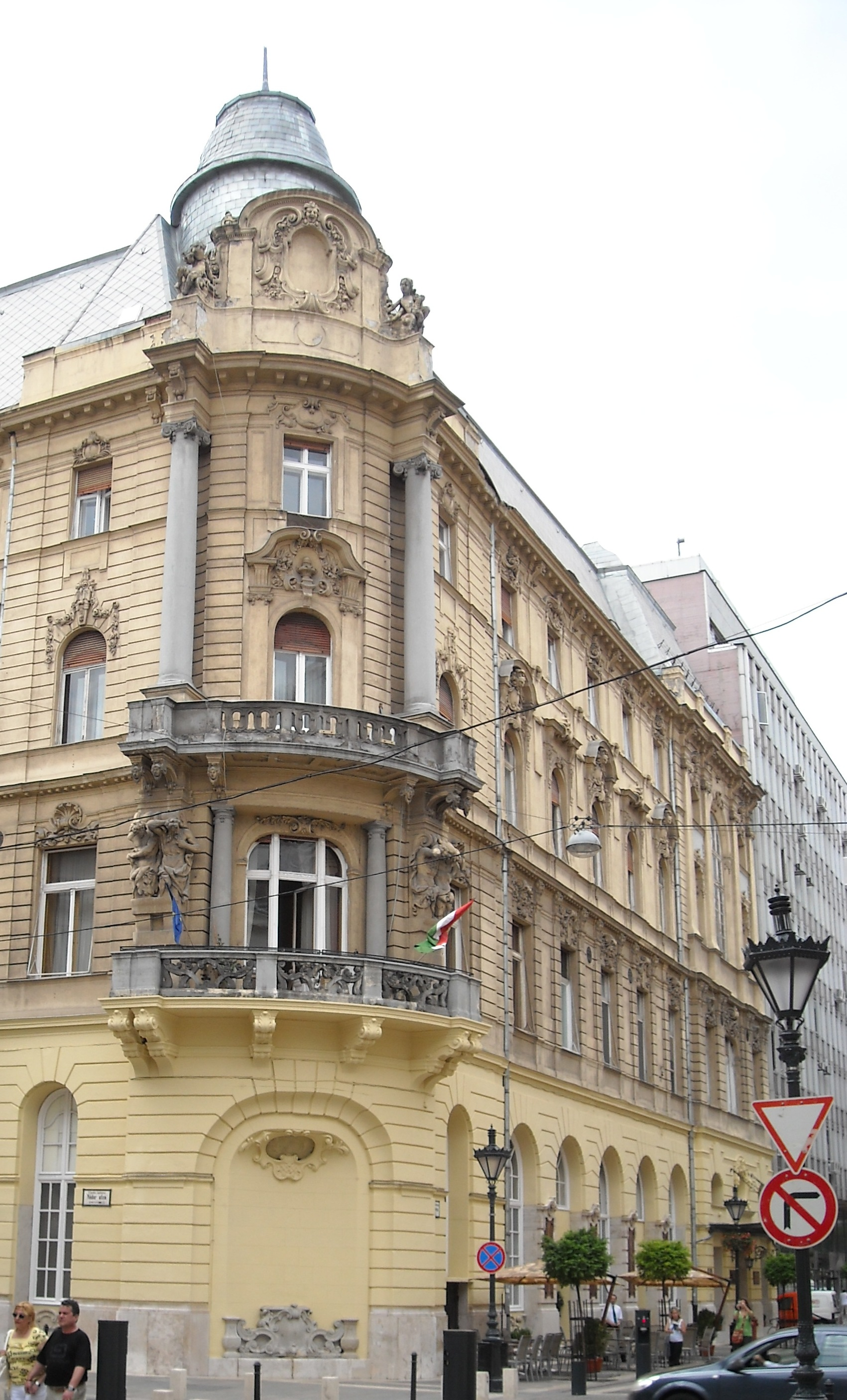
Duna Palota
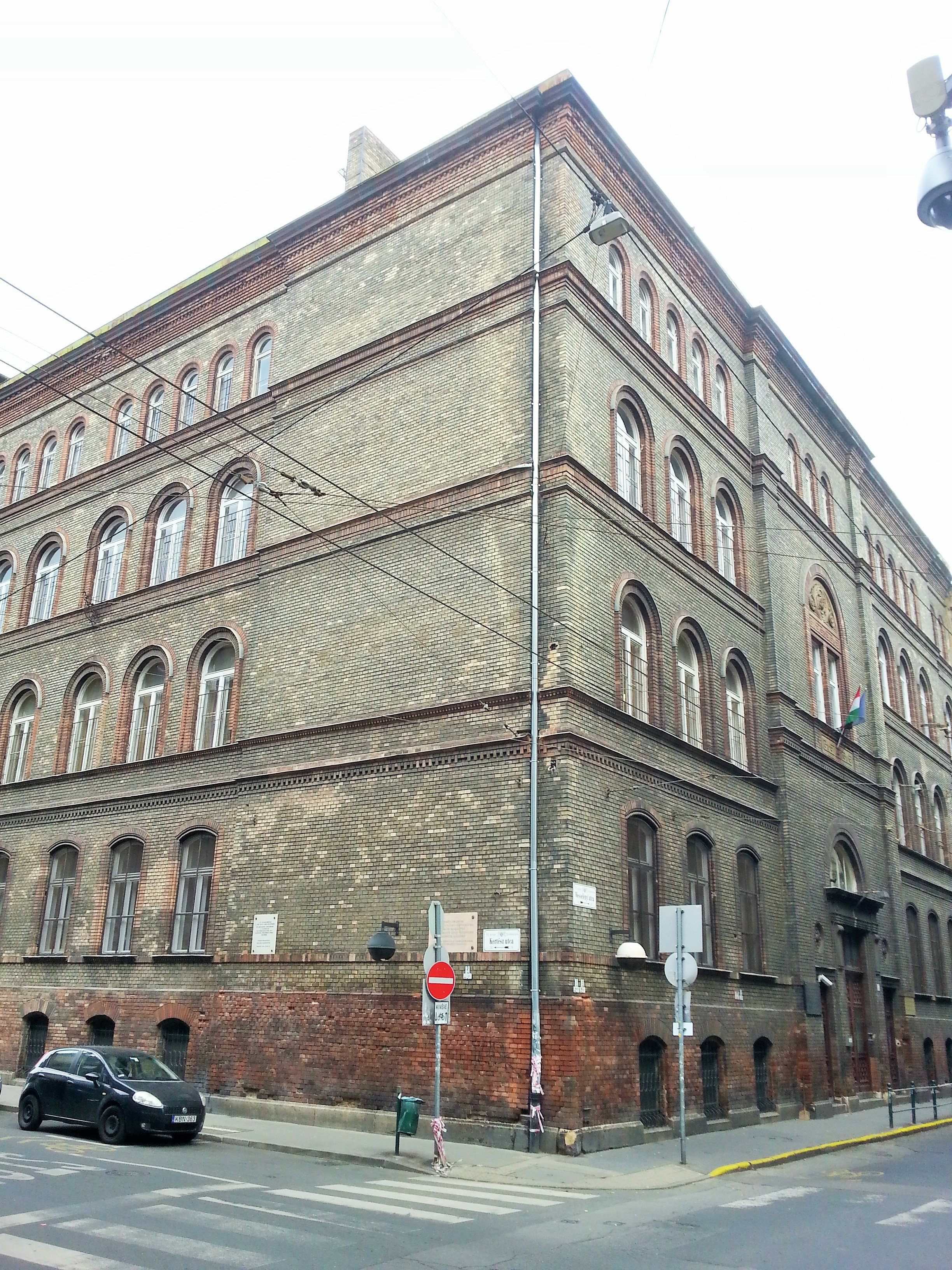
Izraelita polgári iskola, Wesselényi utca
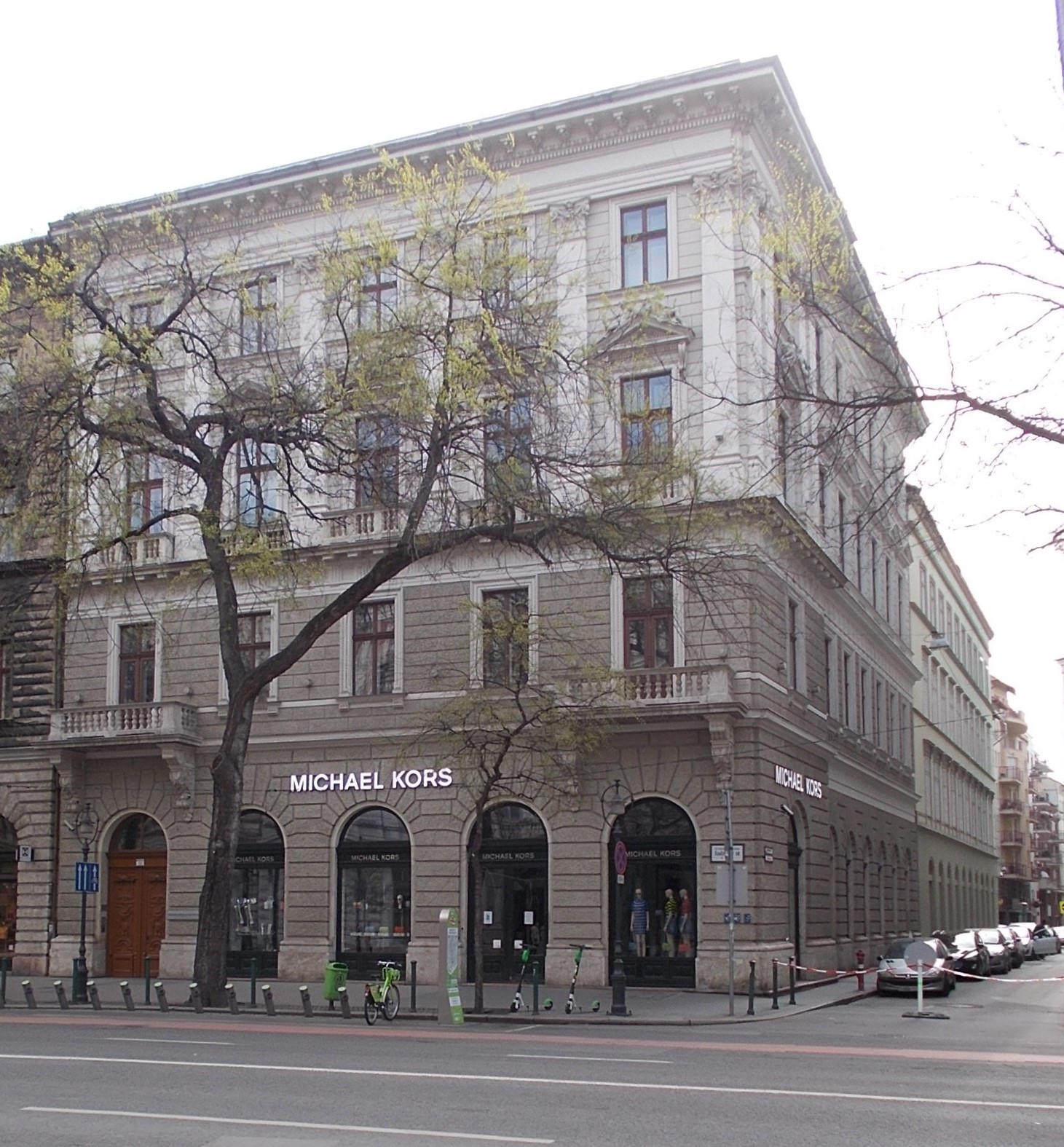
Ullmann-palota
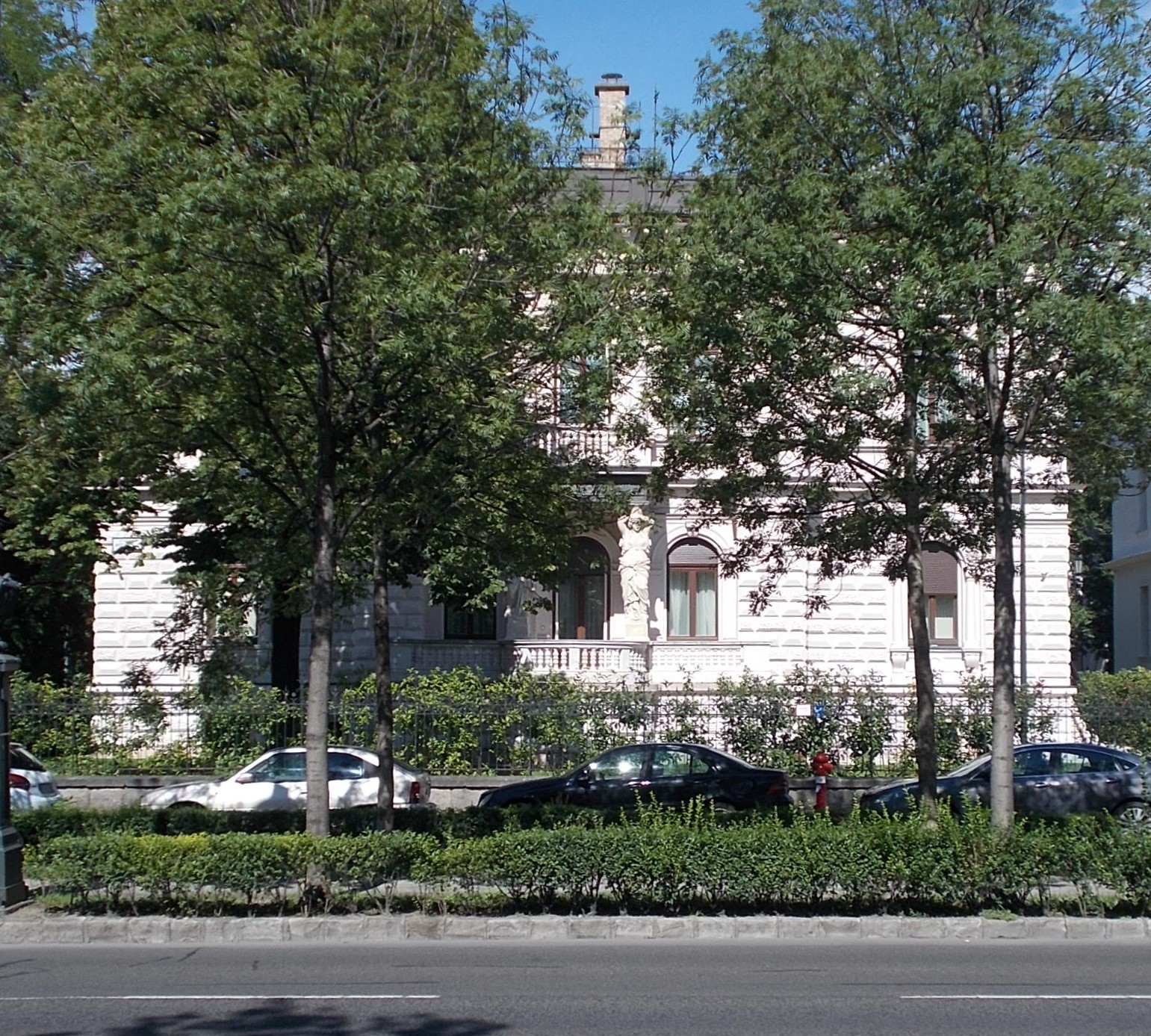
Chorin-villa
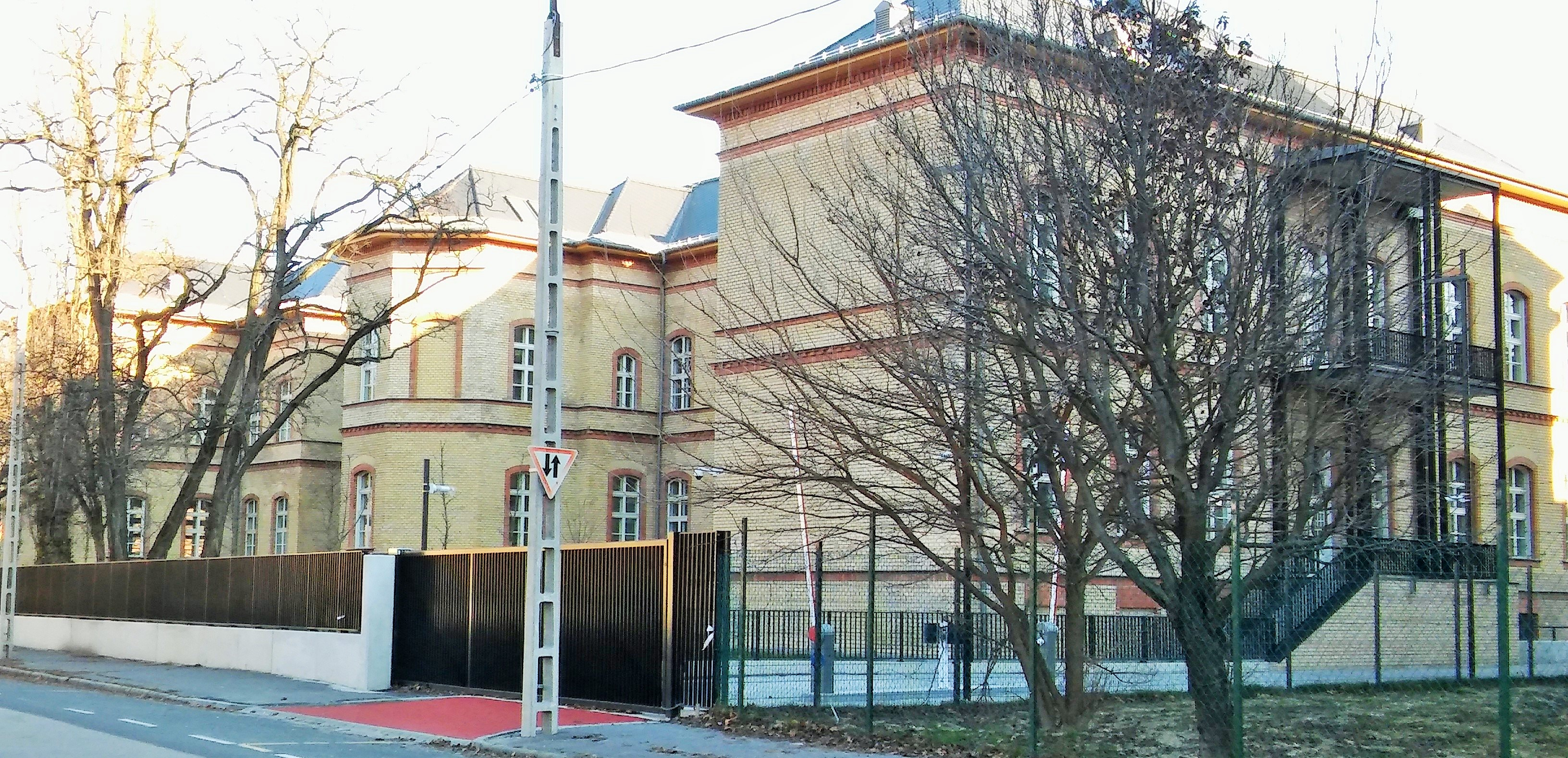
Bródy Adél Klinika
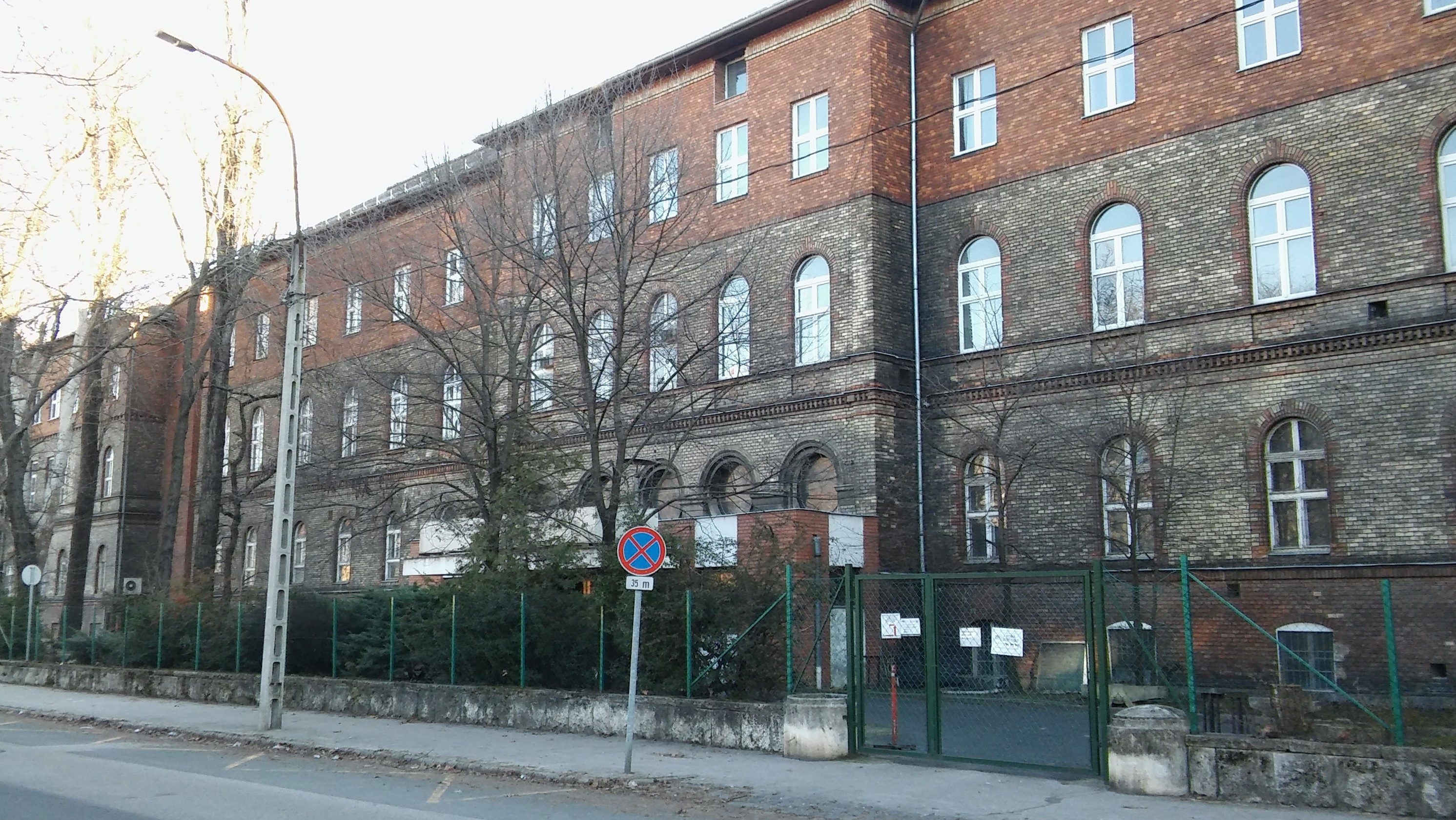
Pesti Hitközség Szabolcs utcai kórháza
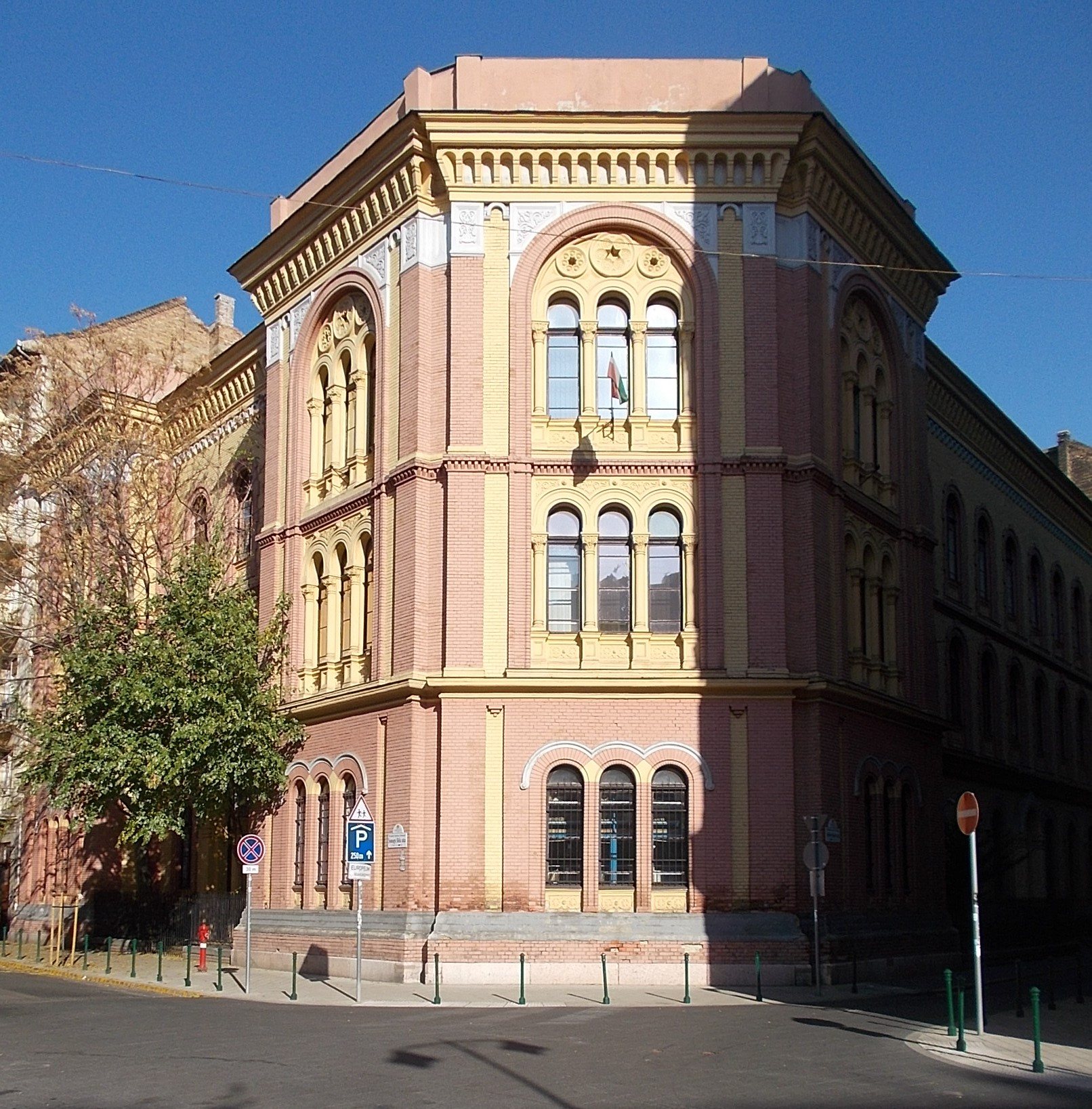
Országos Rabbiképző (Freund csak a belső kialakítását tervezte meg)
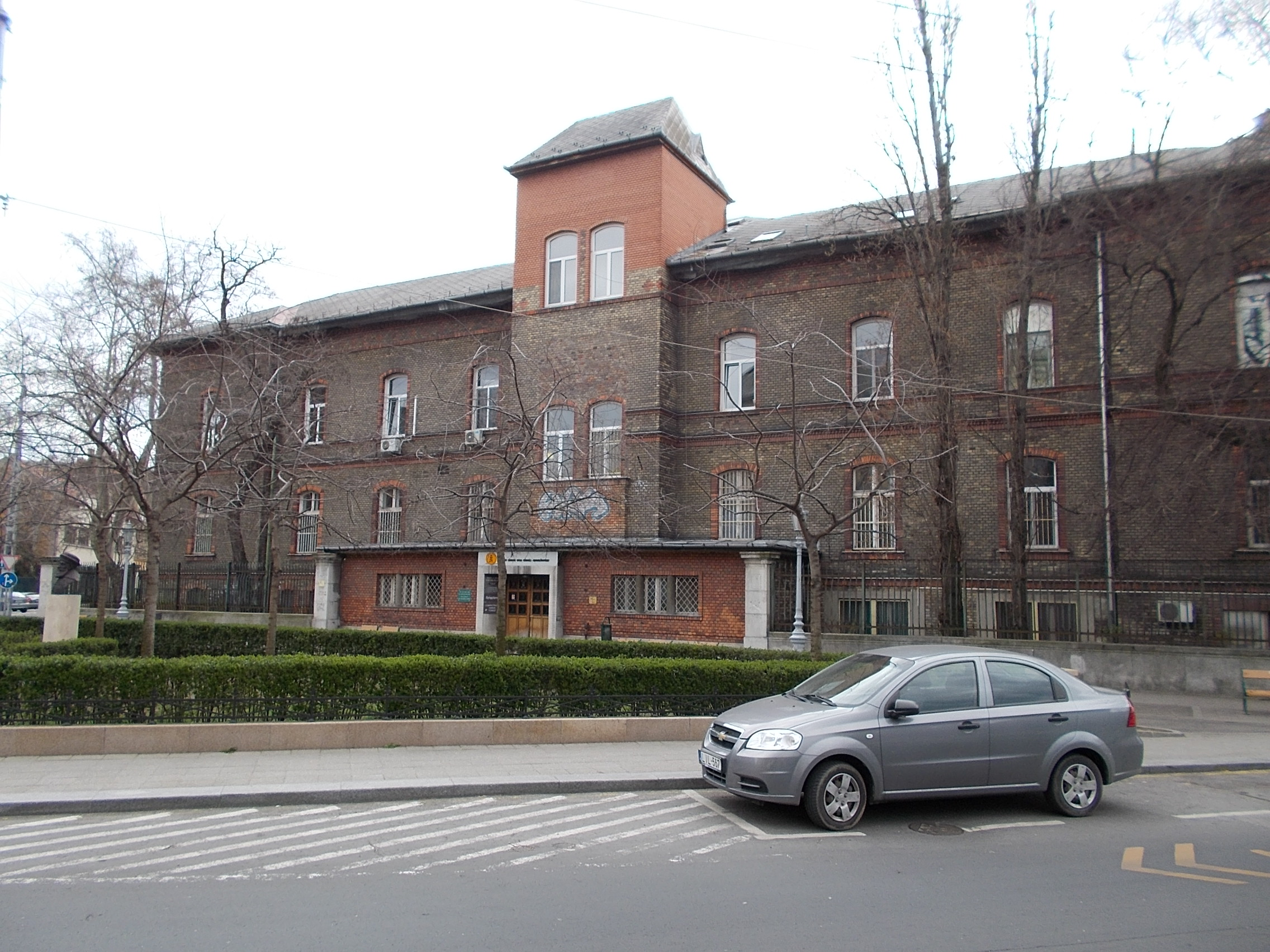
Ferenc József Kereskedelmi Kórház
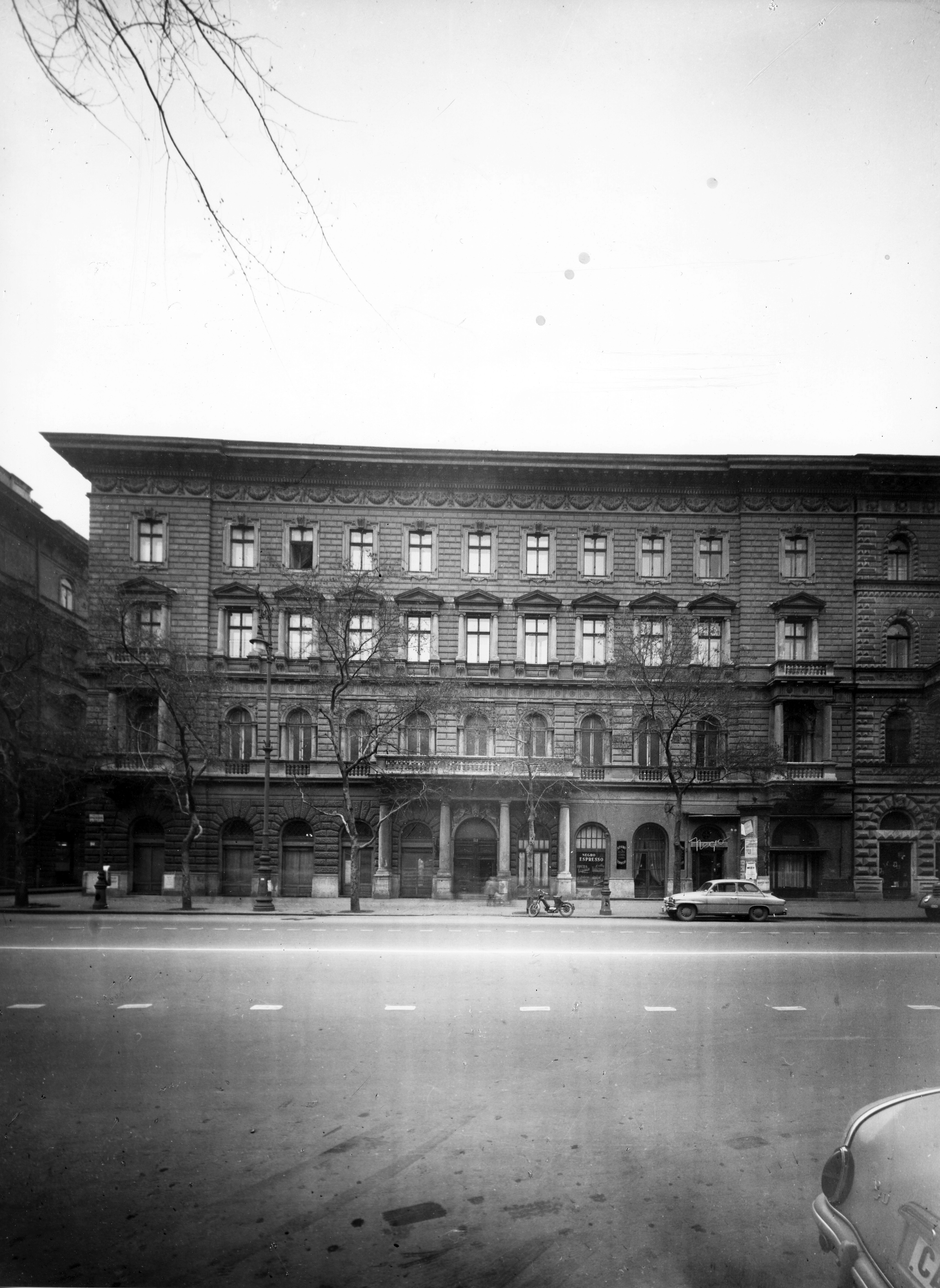
Brüll-palota (Andrássy út 19.)
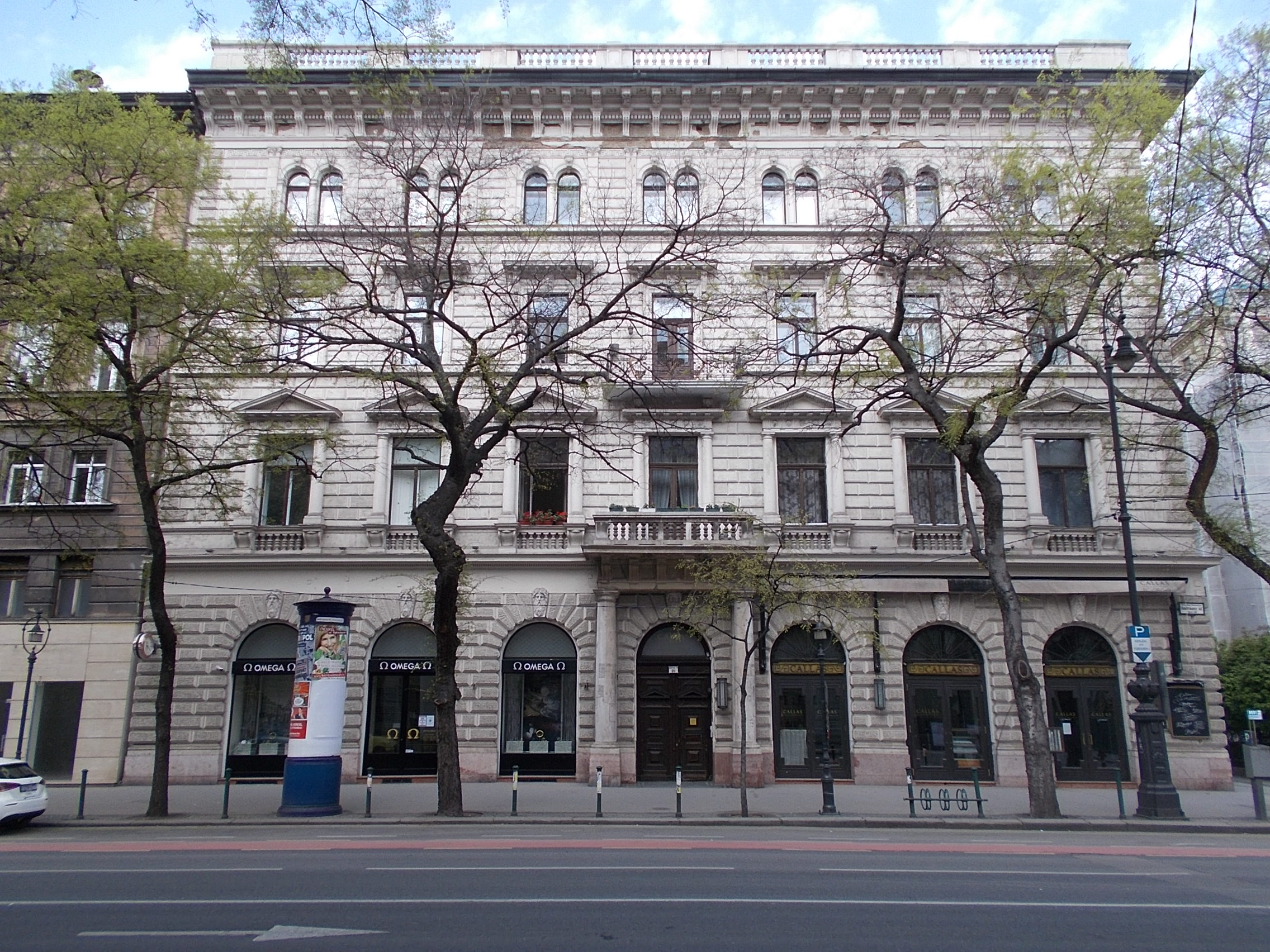
Gomperz-palota
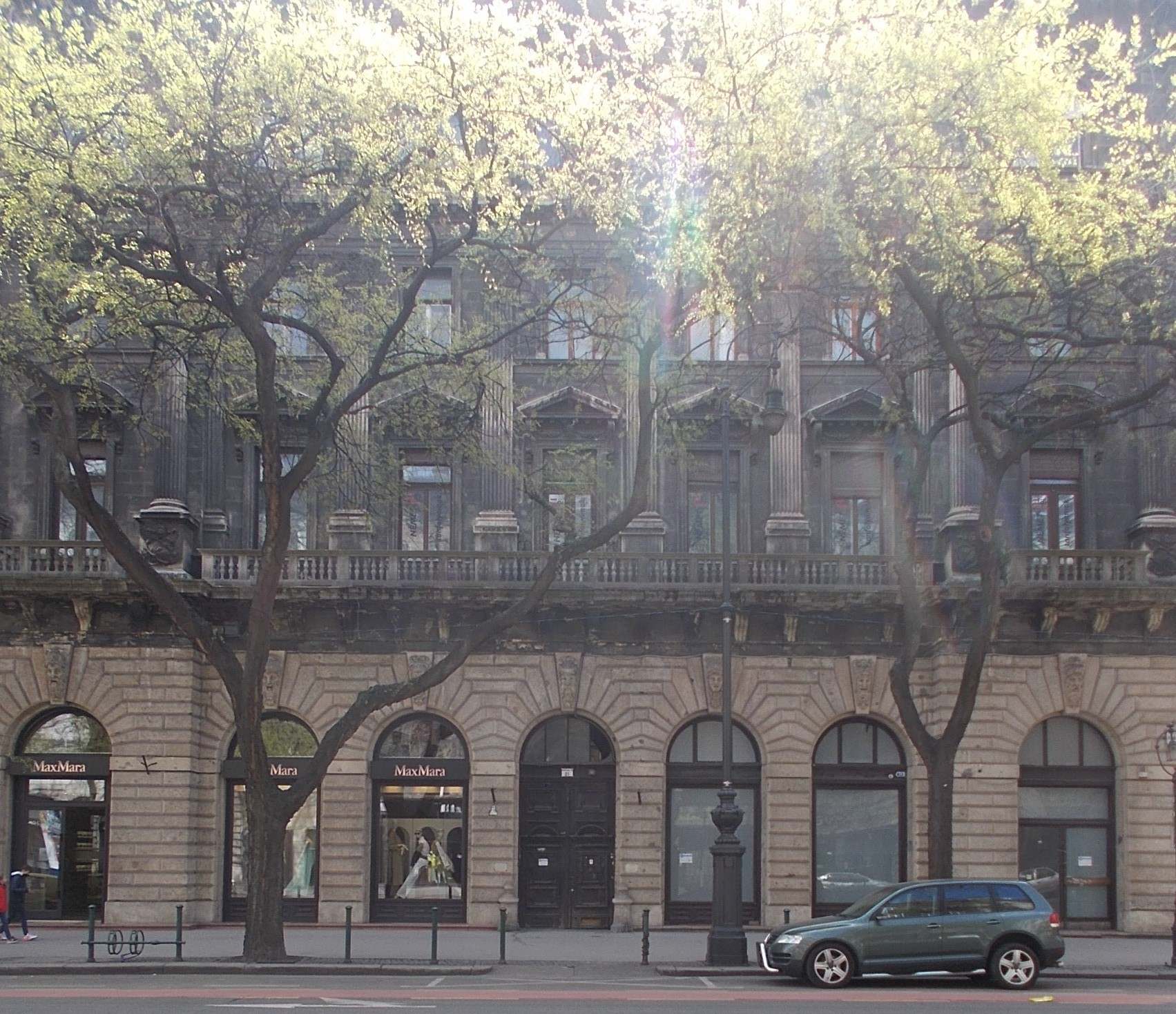
Sváb-palota
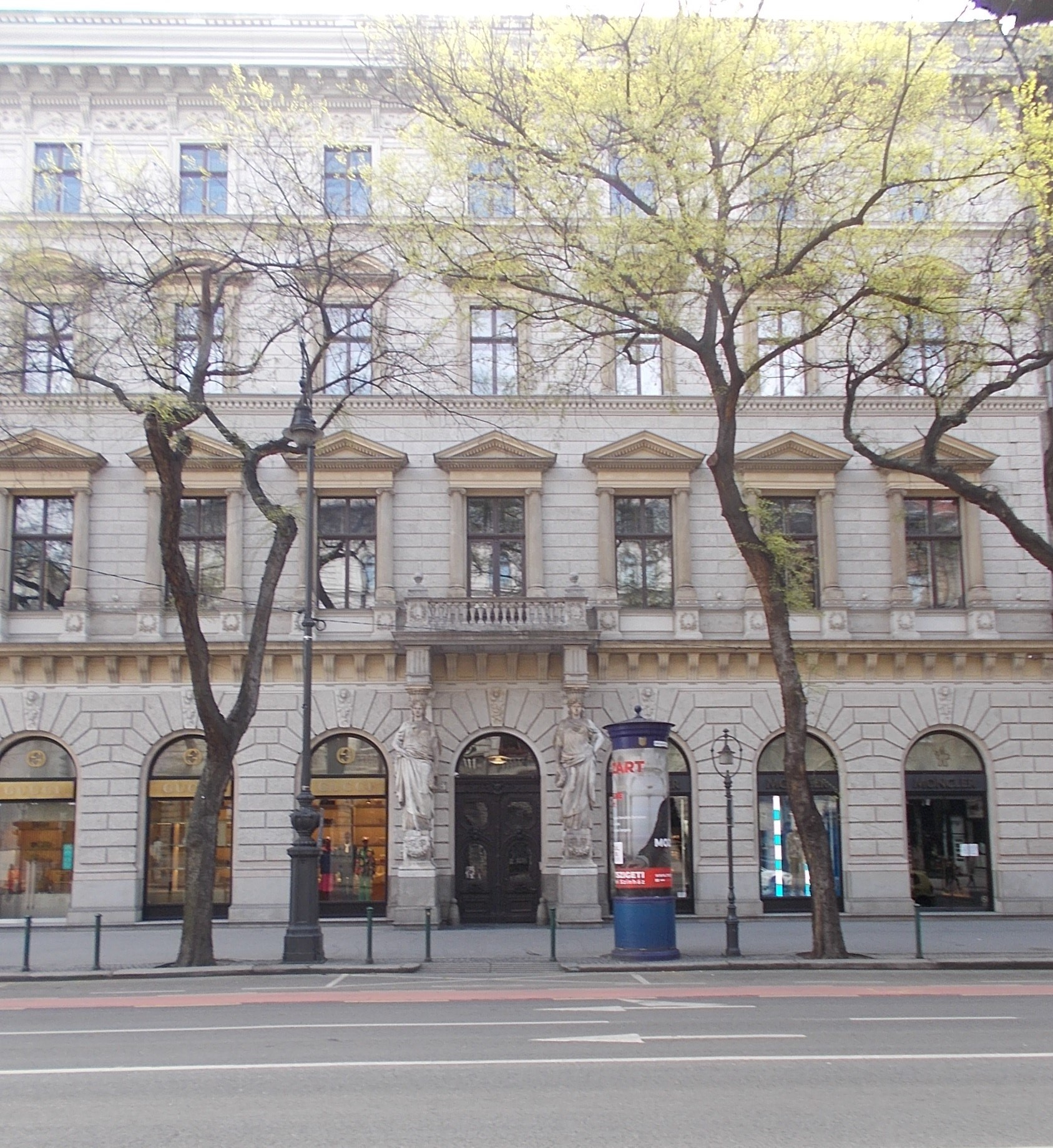
Wahrmann-palota
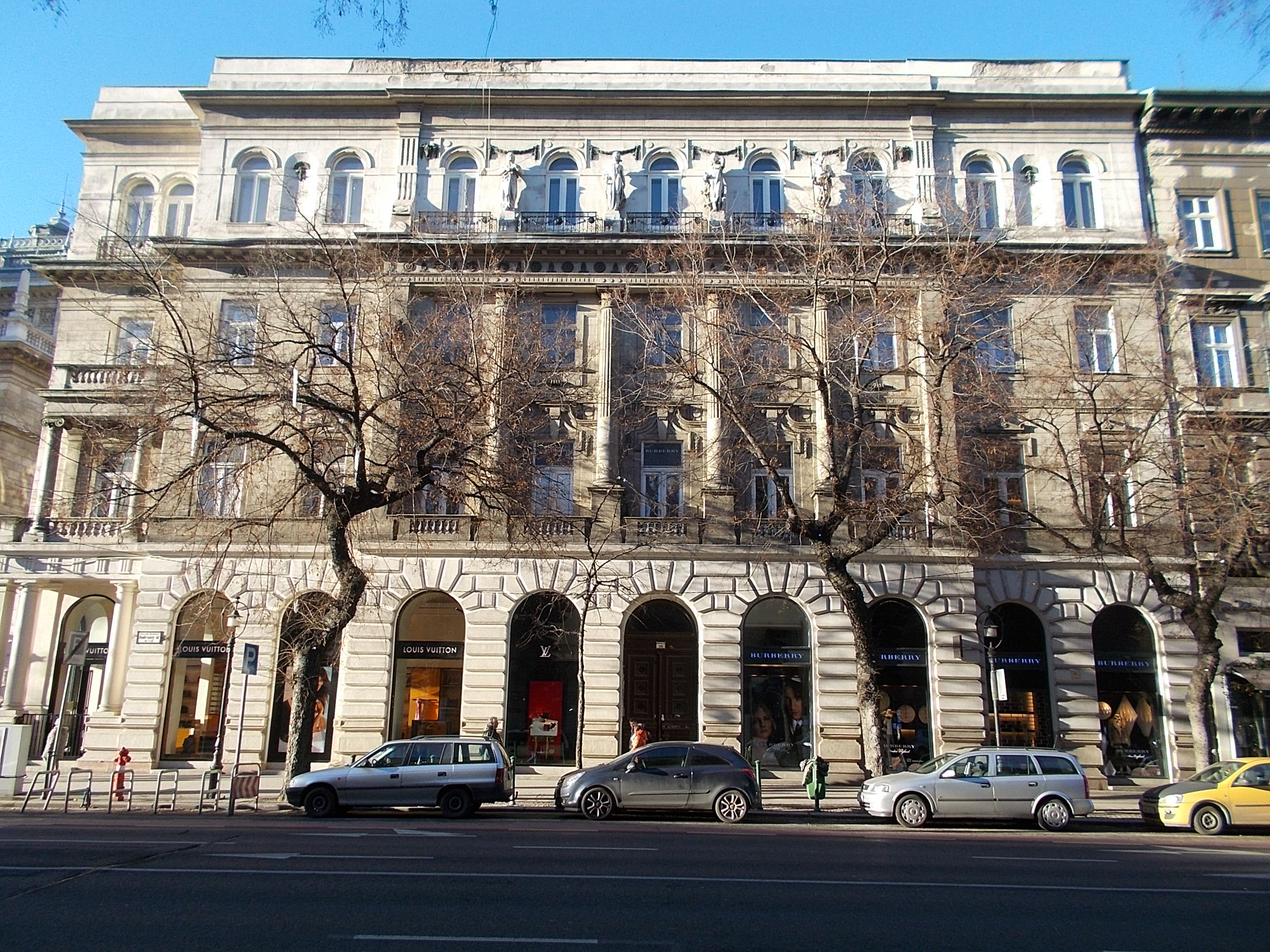
Deutsch-palota
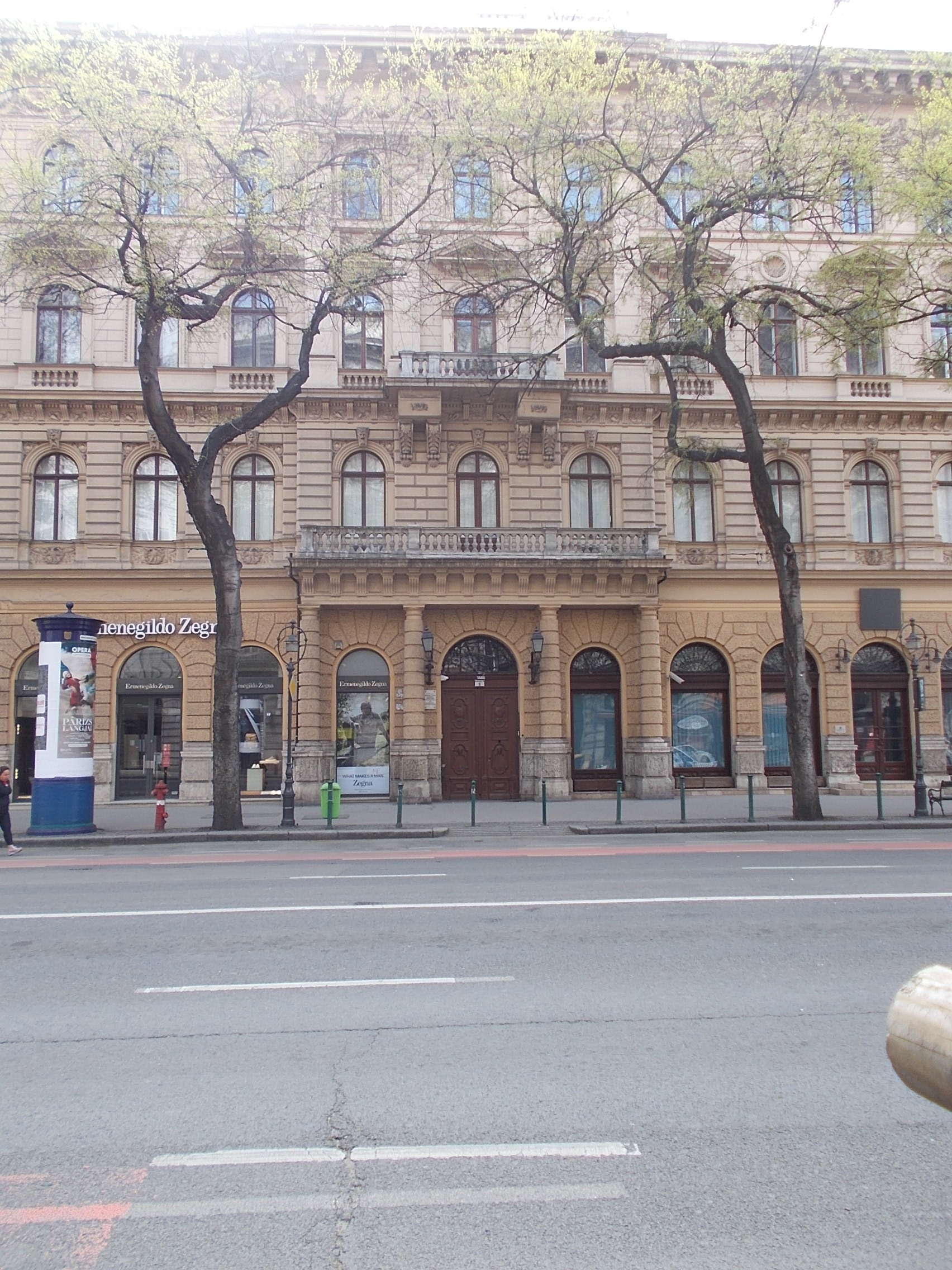
Keppich-palota

## Egyéb irodalom
- (szerk.) Rozsnyai József: Építőművészek a historizmustól a modernizmusig, Terc Kereskedelmi és Szolgáltató Kft. Szakkönyvkiadó Üzletága, Budapest, 2018, ISBN 978-615-5445-52-1